# Georges Meyer-Darcis
Georges Meyer-Darcis, vollständiger Name Georg Gottlieb August Meyer-Darcis (* 12. September 1860 in Wohlen, Kanton Aargau; † 3. Januar 1913 in Florenz, heimatberechtigt in Uezwil bei Sarmenstorf) war ein Schweizer Unternehmer, Botaniker, Entomologe und Sammler.

## Leben und Werk
Meyer-Darcis war der Sohn eines weltberühmten Strohwarenfabrikanten (Sogin & Meyer). Von 1875 bis 1878 besuchte er die technische Abteilung an der Kantonsschule Aarau. Von seinem Lehrer, dem Naturforscher Fritz Mühlberg (1840–1915), ermutigt, sammelte er mit seinem Freund, dem aus Seon stammenden und späteren Entomologen Samuel Doebeli, seltene Pflanzen und Insekten.
Anschliessend absolvierte Meyer-Darcis eine kaufmännische Ausbildung in einem Genfer Bankhaus und sammelte in seiner Freizeit Insekten. Ermutigt wurde er dabei vom Kurator der entomologischen Sammlungen der Universität Genf, Emil Frey-Gessner (1826–1917). Später kaufte Meyer-Darcis die wertvolle Sammlung von Frey-Gessner und schenkte diese der Schweizerischen Entomologischen Gesellschaft.
Wieder im väterlichen Geschäft, bereiste Meyer-Darcis beinahe alle europäischen Länder und knüpfte Kontakte zu anderen Insektensammlern. So stand er zeitlebens mit den bedeutendsten Händlern europäischer und exotischer Käfer in Kontakt.
Meyer-Darcis heiratete in Belgien Margaritha Josefa (* 18. Juni 1859). Er übernahm 1890 die Geschäfte seines Vaters auf eigene Rechnung. Der geschäftliche Erfolg ermöglichte es ihm, andere Sammlungen zu erwerben, so die «Haurysche Carabiden-(Laufkäfer-)Sammlung». Einige Teile seiner Käfersammlung wurden an den französischen Entomologen René Oberthür verkauft und werden heute im Muséum national d’histoire naturelle in Paris aufbewahrt.
Meyer-Darcis legte eine beinahe vollständige Sammlung von Pfauenspinnern (Saturniidae) an, die er später dem Naturhistorischen Museum Bern schenkte. Auch erwarb er weltweit Coleoptera- und Pflanzensammlungen, darunter eine von Johann Luzi Krättli (1812–1903), die er dem Botanischen Museum der Universität Zürich vermachte. Für 50’000 Schweizer Franken kaufte er zudem die damals berühmte Sammlung Rothschild, einzig zum Zweck, die eigene Sammlung zu vervollständigen.
Meyer-Darcis war Mitglied verschiedener naturforschenden Gesellschaften, so der Aargauischen Naturforschenden Gesellschaft sowie der schweizerischen, belgischen und englischen entomologischen Gesellschaften.
Als die Geschäfte ab 1908 schlechter liefen, verkaufte Meyer-Darcis seine Anteile an einen Geschäftspartner und gründete mit seinem Sohn ein neues Geschäft. Als seine Frau starb, heiratete er Alfonsa Pacini. Die Ehe dauerte jedoch nicht lange, da er unerwartet an den Folgen einer Lungenentzündung starb.
Die grössten Teile seiner Käfersammlung wurde noch zu Meyer-Darcis’ Lebzeiten nach Wien verkauft. Nach seinem Tod kamen die restlichen Teile an die bekannten Insektengrosshändler Staudinger und Bang-Haas in Deutschland.